# Luis Zilveti
Luis Zilveti Calderón (La Paz, 16 de noviembre de 1941) es un pintor, muralista y artista plástico boliviano radicado en Francia.

## Biografía
Nació en La Paz el 16 de noviembre de 1941 y desde temprana edad mostró interés por la pintura. Estudió en la Academia Nacional de Bellas Artes Hernando Siles. Fue becario de la Cité Internationale des Arts de París, desde 1967 a 1968. En este país también fue parte de un taller de grabado en Friedlander. Complementó este conocimiento en su retorno al país, en un taller de grabado del Instituto Boliviano-Brasilero en La Paz. Este espacio fue dirigido por importantes artistas como el brasileño Rossini Pérez y María Esther Ballivián
El propio Ziveti define su estilo como una abstracción de la figura en la que recurre a elementos culturales luchando contra lo folclórico anecdótico y enfocándose en lo que denomina el devenir de dejar de ser para ser.
Su primera exposición fue en 1960, en el salón Guzmán de Rojas y también en galerías y espacios de Potosí, Sucre, Santa Cruz, Cochabamba. En el exterior expuso en Santiago de Chile, Quito, Basilea, Bonn y Hamburgo , Washington, Londres y París. En 1969 pintó dos murales en ambientes de la Universidad Mayor de San Andrés en el comedor estudiantil y en la sede del Club Universitario, ambos destruidos después del golpe de Estado de Hugo Banzer en 1971. Por la persecución durante los gobiernos dictatoriales se vio forzado a abandonar Bolivia y fijar su residencia en París.

## Reconocimientos
La curadora de la exposición retrospectiva 1960- 2018, Fátima Olivarez, apunta que las exposiciones realizadas en el país y exterior han permitido a Zilveti "ser reconocido como maestro del arte figurativo, por su búsqueda permanente de la esencia del ser humano; y como maestro del arte abstracto, por el lenguaje pictórico que genera a la vez significados y silencios poéticos".
- Mención en pintura del Salón Murillo con la obra ‘Parto en América’, La Paz, 1963.
- Gran Premio en pintura del Salón Murillo con la obra ‘Las casas y el sol’, La Paz, 1964.
- Gran Premio del Salón Murillo con la obra ‘Kilómetro 4’, La Paz, 1969.
- Premio por dibujo a pluma de la Fundación BHN,  La Paz, 1997.[2]